# Woensdrecht
Woensdrecht  è una municipalità dei Paesi Bassi di 21 662 abitanti situata nella provincia del Brabante Settentrionale.